# 海軍館
海軍館（かいぐんかん）は、かつて東京・原宿にあった大日本帝国海軍の記念館である。社交施設としても使われ、海軍将校会館などとも呼ばれる。

## 解説
海軍館は1937年（昭和12年）、東京・原宿に鎮座する東郷神社の東隣りに建設され、海軍関係の資料・参考品などを多数保管・展示していた。海軍館の建物は、大理石作りで正面には円柱を備える堂々たる洋館であった。
第二次世界大戦（大東亜戦争）末期の1945年（昭和20年）5月、海軍館はアメリカ軍による東京大空襲（山の手大空襲）で被災したものの焼失を免れた。同年8月の日本敗戦後は、連合国軍最高司令官総司令部（GHQ）に接収された。
土地・建物が日本に返還された後、この地には厚生省（当時）が設立した大学「日本社会事業大学」が置かれ、旧海軍館の洋館は同大学の施設として1988年（昭和63年）まで使用されていた。同大学は翌1989年（平成元年）に都下清瀬市に移転、旧海軍館の建物は1992年（平成4年）に解体された。
旧海軍館の所在地は現在の住所で渋谷区神宮前1丁目（海軍館存在時の住所は、原宿3丁目）の明治通り沿いであり、日本社会事業福祉大学移転後の跡地には渋谷郵便局の仮局が一時置かれた後、2009年（平成21年）には原宿警察署の新庁舎が竣工した。